# Digimon Adventure (jeu vidéo)
Cet article concerne le jeu vidéo. Pour l'anime, voir Digimon Adventure. Pour le court-métrage homonyme, voir Digimon Adventure (film).
Digimon Adventure (デジモンアドベンチャー, Dejimon Adobenchā) est un jeu vidéo d'action développé par Prope, édité par Namco Bandai, et commercialisé le 13 janvier 2013 sur PlayStation Portable. Le scénario du jeu se centre sur celui de la première saison de l'anime dérivée de la franchise japonaise Digimon. Les voix japonaises ont été reprises de l'anime original. Les musiques Butter-Fly de Kōji Wada, et Brave Heart de Ayumi Miyazaki ont également été incluses. Il s'agit, par ailleurs, d'un jeu vidéo développé spécialement pour le 15e anniversaire de la franchise Digimon.

## Scénario
Comme la première saison de l'anime de 1999, Digimon Adventure se centre sur les aventures de sept enfants passant leurs vacances dans un camp d'été et subitement aspirés dans un étrange monde parallèle nommé le digimonde. Là-bas, Taichi « Tai » Kamiya et ses amis Sora Takenouchi, Yamato « Matt » Ishida, Takeru « T.K. » Takaishi, Koushiro « Izzy » Izumi, Mimi Tachikawa et Joe Kido y rencontrent leurs partenaires digimon respectifs et tentent de retrouver le chemin de leur foyer.

## Développement
Yuji Naka, développeur japonais connu pour des jeux vidéo tels que Sonic the Hedgehog et Nights into Dreams, annonce par le biais de son compte Twitter, fin août 2012, le développement de Digimon Adventure chez Prope, ; de ces mots, il s'agirait d'un « jeu de rôle dramatique » basé sur l'anime du même nom dans lequel les aventures de Tai et de sa bande seront recrées. De son côté, Namco Bandai Games lance un site Internet sur son futur jeu Digimon Adventure, avec quelques captures d'écran,. Il ne s'agirait apparemment qu'il soit la troisième phase pour la célébration du quinzième anniversaire de la franchise Digimon, la première étant un jeu pour iPhone intitulé Digimon Cruisaders. D'autres captures d'écran ont également été révélées au magazine V Jump, le magazine révélant également sa sortie officielle pour le 17 janvier 2013. Il révèle également la présence d'histoires inédites mettant en scène les principaux protagonistes des saisons suivantes, une fois l'aventure principale achevée.
En septembre 2012, une première bande-annonce du jeu est diffusée, annonçant également la sortie officielle du jeu ainsi que la reprise du doublage respectif de la première saison. Une deuxième bande-annonce est diffusée en décembre 2012 montrant un type de donjon digital dans lequel le joueur peut combattre des boss digimon ; une troisième montre la manière dont les digimon peuvent être entraînés et leurs statuts. Dès sa première semaine de commercialisation au Japon le 17 janvier 2013, le jeu s'est vendu à 47 807 exemplaires, deux fois moins que son prédécesseur Digimon World Re:Digitize qui s'était vendu à 85 817 exemplaires dès sa première semaine.

## Système de jeu
Initialement, seulement sept personnages et leurs partenaires Digimon respectifs sont jouables. Durant le troisième acte, le huitième enfant et sœur de Tai, Hikari peut être débloqué. Au premier acte, un personnage assume le rôle de meneur du groupe, et il n'est habituellement pas choisi. Un combat peut s'effectuer entre maximum six Digimon, trois de chaque côté.